# Siôn Simon
Siôn Llewelyn Simon (ur. 23 grudnia 1968 w Doncaster) – brytyjski polityk i dziennikarz, w latach 2001–2010 poseł do Izby Gmin, parlamentarny podsekretarz stanu w rządzie laburzystów, deputowany do Parlamentu Europejskiego VIII kadencji.

## Życiorys
Urodził się w rodzinie Walijczyków. Ukończył Handsworth Grammar School, następnie studiował filozofię, politologię i ekonomię w Magdalen College na Uniwersytecie Oksfordzkim. Zaangażował się w działalność Partii Pracy, pracował jako asystent posłów tej partii. W latach 1993–1995 był zatrudniony w przedsiębiorstwie Diageo, produkującym piwo Guinness, następnie jako wolny strzelec zajmował się pisaniem przemówień politycznych. W 1997 zajął się dziennikarstwem, publikując w „The Spectator”, „News of the World” i „The Daily Telegraph”.
W 2001 po raz pierwszy uzyskał mandat posła do Izby Gmin. W 2005 z powodzeniem ubiegał się o reelekcję w okręgu wyborczym Birmingham Erdington. W rządzie Gordona Browna od października 2008 do maja 2010 pełnił funkcję parlamentarnego podsekretarza stanu, początkowo zajmując się edukacją, później przemysłem. W 2010 nie ubiegał się o ponowny wybór do parlamentu, angażując się w kampanię referendalną na rzecz bezpośredniego wyboru burmistrza w Birmingham (zakończoną w 2012 odrzuceniem tego projektu).
W wyborach europejskich w 2014 z ramienia laburzystów uzyskał mandat eurodeputowanego VIII kadencji.